# Äußerer Plauenscher Friedhof

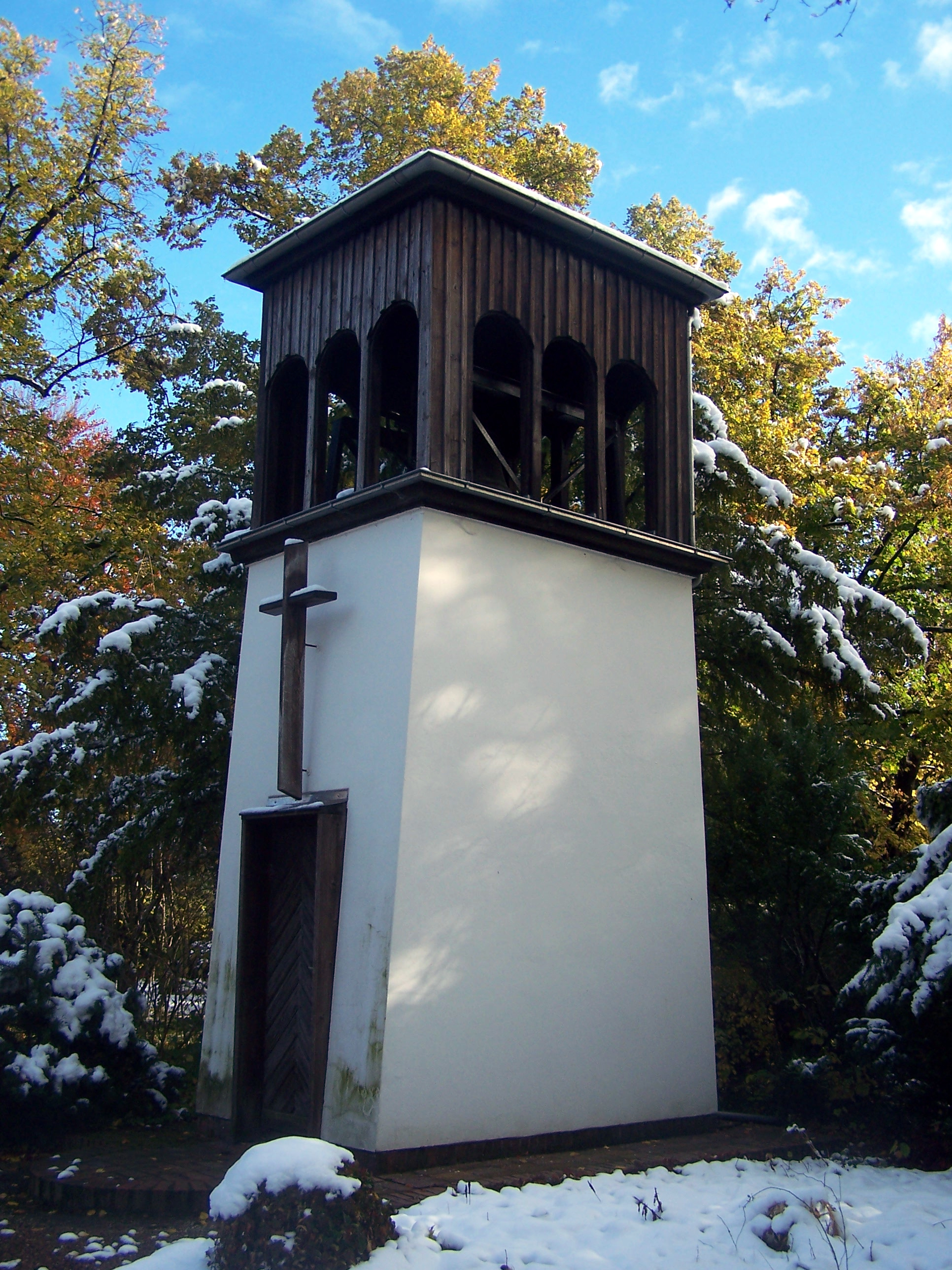
Glockenturm auf dem Äußeren Plauenschen Friedhof

Der Äußere Plauensche Friedhof ist der zweite, jüngere Friedhof im Dresdner Stadtteil Plauen. Er befindet sich an der Bernhardstraße 141 unmittelbar an der Flurgrenze zum benachbarten Stadtteil Coschütz. Träger ist die evangelisch-lutherische Kirchgemeinde der Auferstehungskirche Dresden-Plauen.

## Geschichte
Der Friedhof wurde 1882 an der Flurgrenze zwischen Plauen und Coschütz angelegt und grenzt unmittelbar an den Friedhof der damals noch selbständigen Nachbargemeinde. Zur Unterscheidung vom älteren Inneren Plauenschen Friedhof in der Nähe der Auferstehungskirche erhielt dieser den Namen Äußerer Plauenscher Friedhof. Für den neuen Begräbnisplatz entstanden eine Totenhalle, eine Friedhofskapelle und ein hölzerner Glockenturm. Kapelle, Grabanlagen und Einfriedungsmauer stehen unter Denkmalschutz. Kreuz und Altar der Feierhalle stammen, wie auch das Grabmal der Grabstelle „Müller“, von Friedrich Press. Der Friedhof hat eine Fläche von 28.000 Quadratmetern.
Auf dem Friedhof wurden 128 Luftkriegstote nach den Angriffen auf Dresden am 13./14. Februar und 17. April 1945 in Sammel- und Einzelgräbern beigesetzt, darunter auch Italiener und Polen.

## Grabstätten

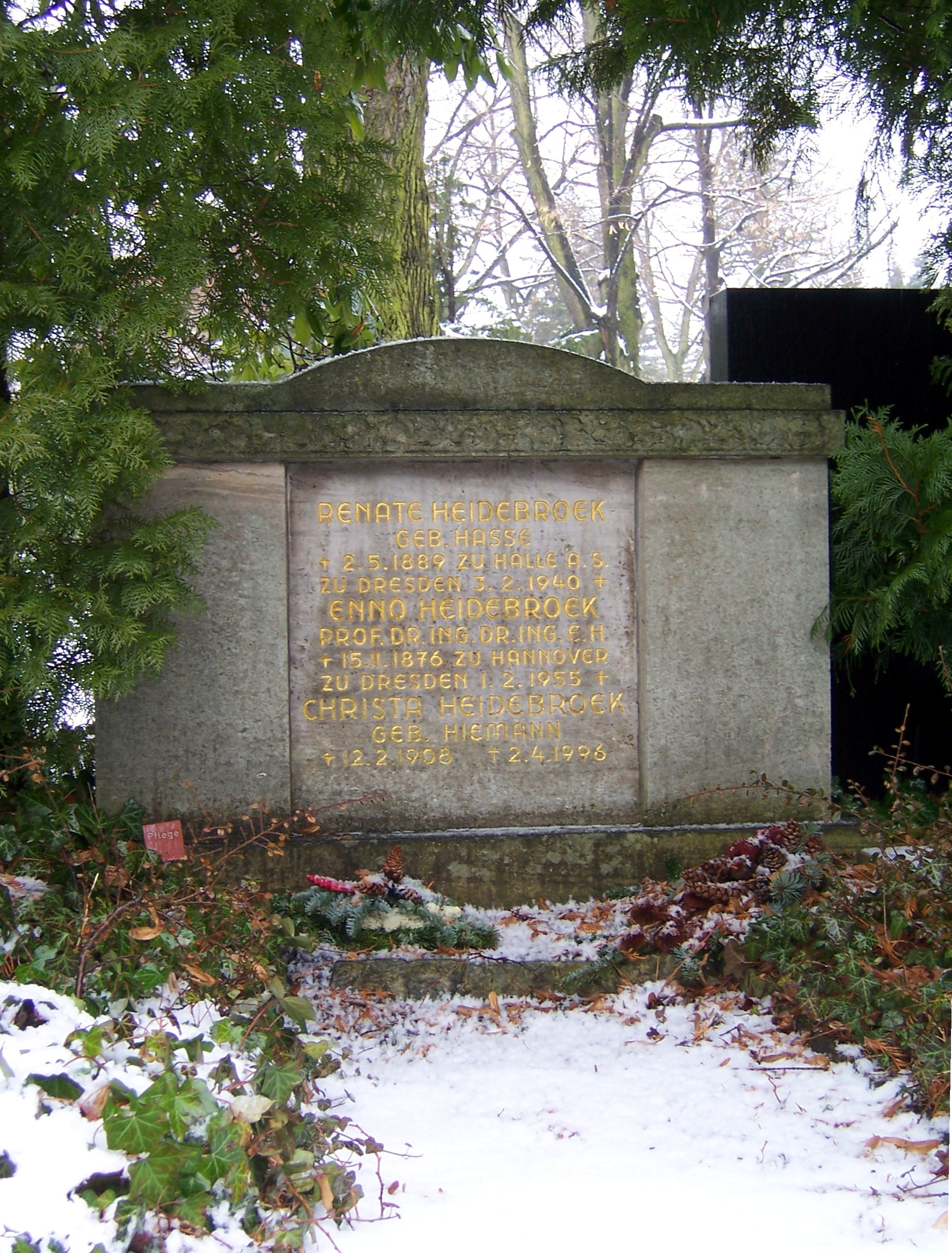
Grab von Enno Heidebroek

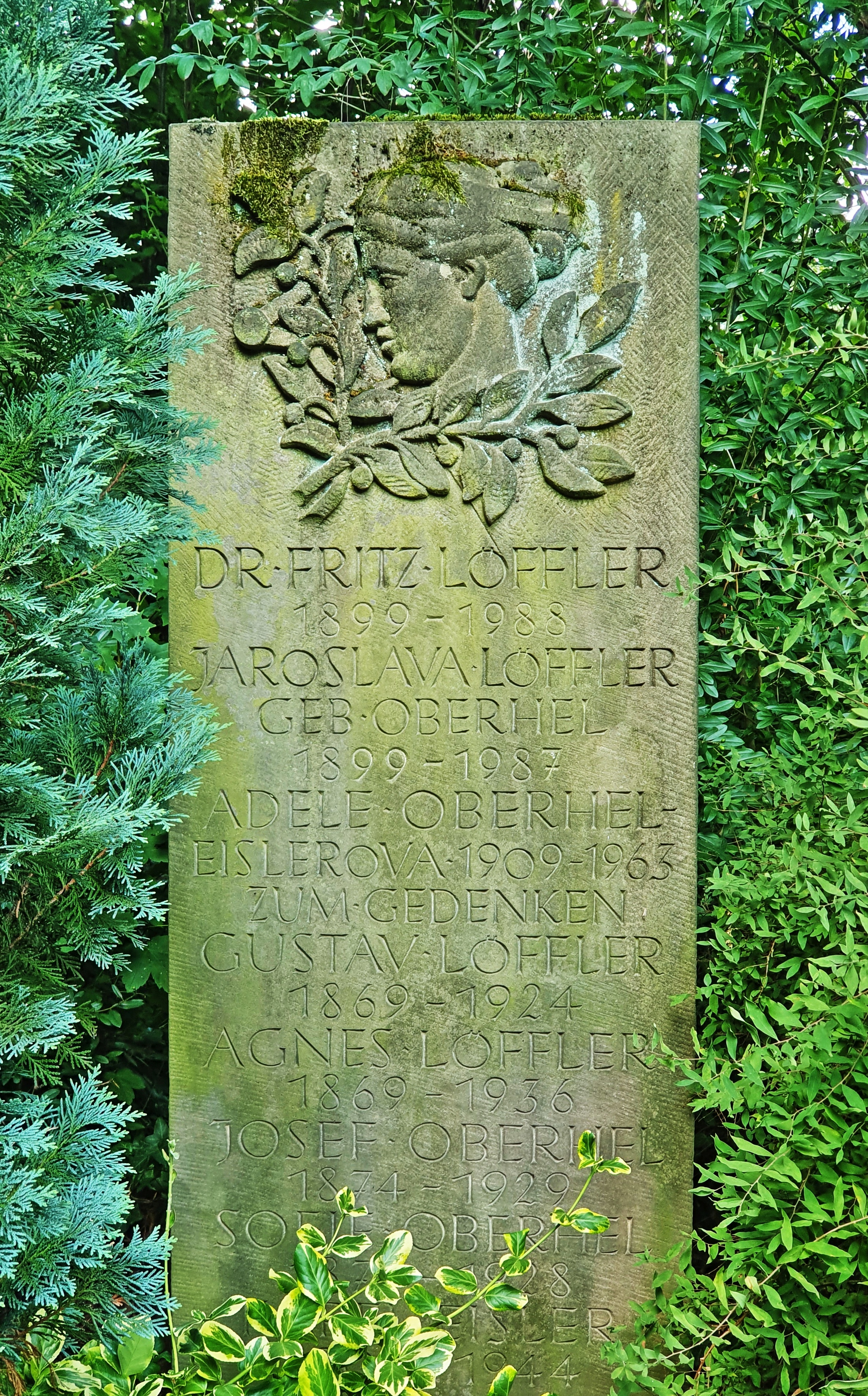
Grabstein von Fritz Löffler (2024)

Auf dem Friedhof befinden sich einige kulturhistorische wertvolle Grabstätten: Die Plakette am Grabstein von Karl Großmann (1843–1900), ehemaliger Gemeindevorstand von Plauen, stammt von Robert Henze. Das Grabmal der Familiengrabstätte  Pleißner schuf August Schreitmüller.
Zudem wurden auf dem Friedhof bekannte Dresdner Persönlichkeiten, unter ihnen zahlreiche Professoren der nahegelegenen Technischen Universität Dresden beigesetzt:
- Wolfgang Böhme (1926–2004), Arzt
- William Fichtner (1865–1937), Baumeister, Erbauer des Fichteturms in Dresden-Plauen
- Wilhelm Geißler (1875–1937), Oberbaurat
- Hans Görges (1859–1946), Physiker
- Enno Heidebroek (1876–1955), Maschinenbauingenieur
- Arnold Jacobi (1870–1948), Zoologe
- Willy Kehrer (1902–1976), Komponist
- Bernhard Klemm (1916–1995), Architekt
- Fritz Löffler (1899–1988), Kunsthistoriker
- Richard Müller (1877–1930), Professor für Baukonstruktionslehre, Rektor der Technischen Hochschule Dresden
- Georg Oehme (1890–1955), Maler
- Fritz Wiegmann (1924–2003), Elektrotechniker
- Albert Wigand (1890–1978), Maler, Zeichner und Collagist